# John Balance
Geoffrey Nigel Laurence Rushton (Mansfield, Nottinghamshire, Inglaterra, 16 de febrero de 1962 - Weston-super-Mare, Somerset, 13 de noviembre de 2004) 
—mejor conocido bajo los seudónimos John Balance o la variación posterior Jhonn Balance— fue un músico, ocultista, poeta y artista inglés. Sus primeros trabajos y sus amplias colaboraciones lo convirtieron en una de las figuras más influyentes en las escena de música industrial, experimental, minimalista y neofolk.
Fue conocido como cofundador del grupo de música experimental Coil, en colaboración con su socio Peter "Sleazy" Christopherson (ex Throbbing Gristle y Psychic TV). Coil estuvo activo desde 1982 hasta la muerte de Balance en 2004. Fue responsable de la mayoría de las voces, letras y cantos de Coil, junto con sintetizadores y otros instrumentos tanto comunes como esotéricos. También fue miembro del grupo Psychic TV en sus primeros trabajos de estudio. 
Fuera de Coil, colaboró con Cultural Amnesia (a principios de la década de 1980), y de otros proyectos como Nurse With Wound, Death in June, Psychic TV, Current 93, Chris & Cosey, Thighpaulsandra y produjo varios remixes de Nine Inch Nails.
Durante un periodo de consumo excesivo de alcohol, murió el 13 de noviembre de 2004, tras caerse de un balcón de dos pisos en su casa.

## Discografía

### Coil
- Scatology (1984)
- Horse Rotorvator (1986)
- Gold is the Metal [con the Broadest Shoulders] (1987)
- Love's Secret Domain (1991)
- Stolen And Contaminated Songs (1992)
- ELpH vs. Coil - Worship The Glitch (1996)
- Musick to Play in the Dark (1999)
- Astral Disaster (1999)
- Constant Shallowness Leads to Evil (2000)
- Musick to Play in the Dark² (2000)
- Queens of the Circulating Library (2000)
- The Remote Viewer (2002)
- Black Antlers (2004)
- The Ape of Naples (2005)
- The New Backwards (2008)

### Psychic TV
- Dreams Less Sweet (1983)
- Just Drifting (1982)
- Berlin Atonal Vol. 2 (1984)
- N.Y. Scum (1984)
- Mein-Goett-In-Gen (1994)

### Otros grupos
- Murderwerkers: "Blue Funk (Scars for E)" para Sterile Records compilation Standard Response. (1979)
- Stabmental: "A Thin Veil of Blood" on compilation Deleted Funtime - Various Tunes for Various Loons. (1980)
- Sickness of Snakes: Nightmare Culture (1985)
- Rosa Mundi: "The Snow Man" on compilations The Final Solstice, The Final Solstice II y un split Grief. (1999)

### Otra contribuciones
| Álbum                   | título de la canción | Lanzamiento                                               | nombre de artista/banda                          | discográfica |
| ----------------------- | --- | --------------------------------------------------------- | ------------------------------------------------ | --- |
| 1981                    | The Men With The Deadly Dreams |                                                           | (varios)                                         | compilación concebida, encargada y editada, lanzada como una serie de fanzine Stabmental                                  |
| 1981                    | "Words From A Radio" | The Men With The Deadly Dreams                            | A House                                          | cintas, efectos |
| 1981                    | "Yellowsong" | Video Rideo                                               | Cultural Amnesia                                 | órgano y violín |
| 1982                    | Endzeit |                                                           | (varios)                                         | compilación concebida, encargada y editada                                                                                |
| 1983                    | Bethel |                                                           | (varios)                                         | compilación concebida, encargada y editada                                                                                |
| 1983                    | "Here to Go" | Sinclair's Luck                                           | Cultural Amnesia                                 | escribió letras, también diseñó empaques (con la ayuda de Peter Christopherson) y escribió notas de portada para el álbum |
| 1983                    | "Scar for E" | The Uncle of the Boot                                     | Cultural Amnesia                                 | escribió letras |
| 1983                    | | Music for Hashashins                                      | Vagina Dentata Organ                             | creó una muestra de gruñidos de lobo (junto con Peter Christopherson) y ayudó en el proceso de grabación del álbum        |
| enero de 1984           | | LAShTAL                                                   | Current 93                                       | featuring |
| 1985                    | | Bar Maldoror                                              | Current 93                                       | bajo, instrumentos varios                                                                                                 |
| 1985                    | | Live at Bar Maldoror: Gyllensköld, Geijerstam And Friends | Nurse with Wound                                 | featuring |
| 1985                    | | The Sylvie and Babs Hi-Fi Companion                       | Nurse with Wound                                 | featuring |
| 1986                    | | Happy Birthday Pigface Christus                           | Current 93                                       | featuring |
| 1986                    | | In Menstrual Night                                        | Current 93                                       | featuring |
| 1987                    | "Europa: The Gates of Heaven" | To Drown a Rose                                           | Death in June                                    | voces |
| 1987                    | "We Are The Lust" | Brown Book                                                | Death in June                                    | coescribió y aparece en la pista                                                                                          |
| 1987                    | | Dawn                                                      | Current 93                                       | bajo, instrumentos varios                                                                                                 |
| 1987                    | | Imperium                                                  | Current 93                                       | |
| 1988                    | | Earth Covers Earth                                        | Current 93                                       | performance |
| 1988                    | "Anti-Christ Anti-Christian" | Peyrere                                                   | Current 93                                       | performance |
| 1988                    | | Swastikas for Noddy                                       | Current 93                                       | featuring |
| 1988                    | | The Red Face of God                                       | Current 93                                       | featuring |
| 1989                    | | Crooked Crosses for the Nodding God                       | Current 93                                       | vocals |
| 1991                    | | A Document of Early Acoustic & Tactical Experimentation   | Lustmord                                         | featuring |
| 1992                    | "LAShTAL", "Salt" | Nature Unveiled                                           | Current 93                                       | performance |
| 1992                    | "All the Stars Are Dead Now", "Rosy Star Tears from Heaven" | Thunder Perfect Mind                                      | Current 93                                       | voces |
| 1993                    | | The Nodding Folk                                          | The Apocalyptic Folk In The Nodding God Unveiled | |
| 1993                    | "Great Black Time I (Excerpt)", "Sucking Up Souls (Excerpt)", "Great Black Time II (Excerpt)", "Great Black Time III (Excerpt)", "Maldoror Is Ded Ded Ded Ded" | Emblems: The Menstrual Years                              | Current 93                                       | featuring |
| 1993                    | "Hitler As Kalki (SDM)", "Christ and the Pale Queens Mighty in Sorrow"                                                                                         | Hitler As Kalki                                           | Current 93                                       | featuring |
| 1994                    | "Lucifer Over London Parts I & II" | Lucifer Over London                                       | Current 93                                       | voces |
| 1995                    | "Where the Long Shadows Fall (Beforetheinmostlight)" | Where the Long Shadows Fall (Beforetheinmostlight)        | Current 93                                       | voces |
| 1996                    | "The Long Shadow Falls", "Twilight Twilight Nihil Nihil", "The Inmost Light Itself"                                                                            | All the Pretty Little Horses                              | Current 93                                       | voces |
| 1998                    | "To Drown a Rose" | Kameradschaft                                             | Death in June                                    | voces |
| 1999                    | "Grief" | Borderlands                                               | Tactile                                          | voces |
| 1999                    | "The Snow Man" | The Final Solstice                                        | Rosa Mundi                                       | voces |
| 1999                    | "Lucifer Over London" | Calling for Vanished Faces                                | Current 93                                       | voces |
| 1999                    | "Misery Farm" | Misery Farm                                               | Current 93                                       | featuring |
| 2000                    | "Silence Is Golden" | Vox Tinnitus                                              | CoH                                              | coescribió la letra |
| 1 de marzo de 2000      | "Black Nurse", "Tudor Fruits" | Some Head EP                                              | Thighpaulsandra                                  | voces |
| 2001                    | "Love's Septic Domain (Health & Deficiency)" | Love Uncut                                                | CoH                                              | proporciona voces, dueto con Louise Weasel                                                                                |
| 2001                    | | Cats Drunk On Copper                                      | Current 93                                       | featuring |
| 6 de agosto de 2001     | Fouled | The Michel Publicity Window E.P.                          | Thighpaulsandra                                  | voces y textos, arte de álbum                                                                                             |
| 2001                    | Optical Black | I, Thighpaulsandra                                        | Thighpaulsandra                                  | voces y textos |
| 23 de junio de 2003     | "He Tastes of the Sea" | Double Vulgar                                             | Thighpaulsandra                                  | featuring |
| 2004                    | "Lucifer Over London" | Sixsixsix Sicksicksick                                    | Current 93                                       | voces |
| 2004                    | "E2 = Tree 3" | Toilet Chants                                             | Black Sun Productions                            | voces |
| 2005                    | "Fj Nettlefold", "Make Room for the Mushrooms" | A Nature of Nonsense                                      | Aural Rage                                       | voces, letra |
| 2005                    | "A List of Wishes" | operettAmorale                                            | Black Sun Productions                            | voces |
| 23 de diciembre de 2005 | "Christ's Teeth" | ...It Just Is                                             | Thighpaulsandra                                  | voces |
| Febrero de 2006         | "Star Malloy" | Not Alone                                                 | Thighpaulsandra                                  | ARP 2600 sintetizador |
| 1 de julio de 2006      | "A Tree Now" | The Impossibility of Silence                              | Black Sun Productions                            | voces |
| Julio de 2007           | "Fetish for Today", "Scars for E", "Here to Go" | Enormous Savages                                          | Cultural Amnesia                                 | letras |
| Noviembre de 2007       | "Hot in the House", "Scars for E (alternate take 2)", "Spoilt Children"                                                                                        | Press My Hungry Button                                    | Cultural Amnesia                                 | escribió letras, la portada del álbum presenta notas de manga de Balance que datan de 1983                                |
| Noviembre de 2007       | "Scars for E (alternate take 1)" | Still Hungry                                              | Cultural Amnesia                                 | letras |
| 2009 May                | "Fetish for Today", "Scars for E", "Here to Go" | Enormous Savages Enlarged                                 | Cultural Amnesia                                 | letras |
| Junio de 2016           | "Hot in the House" | Ring The Hungry Bell                                      | Cultural Amnesia                                 | wrote lyrics, official video for "Hot in the House" features mailart and other images by Balance                          |